# Saxifraga x capitata
Saxifraga x capitata es una planta herbácea de la familia de las saxifragáceas.
Es un híbrido compuesto por las especies Saxifraga aquatica y Saxifraga praetermissa.

## Taxonomía
Saxifraga x capitata fue descrita por Philippe-Isidore Picot de Lapeyrouse y publicado en Fig. Fl. Pyrénées 55 1801
Etimología
Saxifraga: nombre genérico que viene del latín saxum, ("piedra") y frangere, ("romper, quebrar"). Estas plantas se llaman así por su capacidad, según los antiguos, de romper las piedras con sus fuertes raíces. Así lo afirmaba Plinio, por ejemplo.
capitata: epíteto latíno que significa "con una cabeza"